# Кастильоне-д’Интельви
Кастильоне-д’Интельви (итал. Castiglione d'Intelvi, ломб. Castiglion) — коммуна в Италии, находится в регионе Ломбардия, в провинции Комо.
Население составляет 759 человек (2008), плотность населения составляет 190 чел./км². Занимает площадь 4 км². Почтовый индекс — 22023. Телефонный код — 031.
Покровителем коммуны почитается святой первомученик Стефан, празднование 26 декабря.

## Демография
Динамика населения:

## Администрация коммуны
- Официальный сайт: